# San Francisco (Be Sure to Wear Flowers in Your Hair)
«San Francisco (Be Sure to Wear Flowers in Your Hair) es una canción escrita por John Phillips integrante del grupo The Mamas & The Papas, y cantada por Scott McKenzie. Fue publicada en 1967, cuyo verano se hizo famoso como el Verano del amor. Es considerada un icono cultural.
Esta canción fue el escaparate publicitario del Festival del Pop de Monterrey de 1967, siendo catapultada en muy poco tiempo a los primeros puestos de las listas de Estados Unidos que llegó a estar en el número cuatro, en el Reino Unido y en el resto de Europa llegó a ser número uno. Es uno de los himnos más conocidos del movimiento hippie: 

If you're going to San Francisco,
be sure to wear some flowers in your hair

Fue utilizada por el grupo inglés Led Zeppelin durante sus conciertos, en su primera época. En 1968 fue utilizada por la juventud de Checoslovaquia, actual Eslovaquia y República Checa, como un canto a la libertad en su lucha por desmarcarse del Pacto de Varsovia, que se firmó entre la Unión Soviética y todos sus países satélites para contrarrestar la influencia de la OTAN, es decir, durante la Primavera de Praga.
En 2004, la canción fue versionada por Global Deejays con el título de The Sound of San Francisco.
- Datos: Q648157